# اکبرخان (کارگردان)
اکبرخان (انگلیسی: Akbar_Khan) یک کارگردان، پدیدآور، و هنرپیشه اهل هند است.او برادر سانجی و فیروز خان و عموی فردین و زاید خان است.
او همچنین کارگردان سریال شمشیر تیپو سلطان بود.